# Roger Ferrien
Roger Ferrien, né le 9 novembre 1924 à Riscle et mort le 8 janvier 1987 à Tarbes, est un joueur français de rugby à XV, qui a joué avec l'équipe de France et le Stadoceste tarbais au poste de pilier (1,75 m pour 92 kg). 

## Carrière de joueur

### En club
- Stadoceste tarbais

### En équipe nationale
Il a disputé son premier test match le 14 janvier 1950 contre l'équipe d'Écosse et le dernier contre l'équipe du Pays de Galles, le 25 mars 1950.

## Palmarès

### En club
- Finaliste du championnat de France en 1951
- Finaliste de la Coupe de France en 1951

(Foucade et Laffitte assumant les postes de piliers dans les 2 finales).

### En équipe nationale
- Sélections en équipe nationale : 4
- Sélections par année : 4 en 1950
- Tournoi des Cinq Nations disputé : 1950